# العلاقات الصينية السيشلية
العلاقات الصينية السيشلية هي العلاقات الثنائية التي تجمع بين الصين وسيشل.

## مقارنة بين البلدين
هذه مقارنة عامة ومرجعية للدولتين:
| وجه المقارنة                                              | الصين                    | سيشل                                                |
| --------------------------------------------------------- | ------------------------ | --------------------------------------------------- |
| المساحة (كم2)                                             | 9.60 مليون               | 459                                                 |
| عدد السكان (نسمة)                                         | 1.33 مليار               | 95.84 ألف                                           |
| الكثافة السكانية (ن./كم²)                                 | 138.54                   | 20.88 ألف                                           |
| العاصمة                                                   | بكين                     | فيكتوريا                                            |
| اللغة الرسمية                                             | اللغة الصينية القياسية   | لغة فرنسية، لغة إنجليزية، اللغة الكريولية السيشيلية |
| العملة                                                    | رنمينبي                  | روبية سيشلية                                        |
| الناتج المحلي الإجمالي (بليون دولار)                      | 12.24 تريليون            | 1.49 مليار                                          |
| الناتج المحلي الإجمالي (تعادل القوة الشرائية) بليون دولار | 19.82 تريليون            | 2.54 مليار                                          |
| الناتج المحلي الإجمالي الاسمي للفرد دولار أمريكي          | 8.03 ألف                 | 15.48 ألف                                           |
| الناتج المحلي الإجمالي للفرد دولار أمريكي                 | 13.21 ألف                | 26.42 ألف                                           |
| مؤشر التنمية البشرية                                      | 0.728                    | 0.772                                               |
| رمز المكالمات الدولي                                      | +86                      | +248                                                |
| رمز الإنترنت                                              | .cn، .中国 ‏، .中國 ‏      | .sc                                                 |
| المنطقة الزمنية                                           | توقيت الصين، ت ع م+08:00 | ت ع م+04:00                                         |

## مدن متوأمة
في ما يلي قائمة باتفاقيات التوأمة بين مدن صينية وسيشلية:
- ترتبط هايكو مع فيكتوريا باتفاقية توأمة منذ 22 فبراير 2011.[14][15][15][14]

## منظمات دولية مشتركة
يشترك البلدان في عضوية مجموعة من المنظمات الدولية، منها:
| علم المنظمة | اسم المنظمة                               | تاريخ انضمام الصين | تاريخ انضمام سيشل |
| ----------- | ----------------------------------------- | ------------------ | ----------------- |
|             | يونسكو                                    | 4 نوفمبر 1946      | 18 أكتوبر 1976    |
|             | وكالة ضمان الاستثمار متعدد الأطراف        | 30 أبريل 1988      | 15 سبتمبر 1992    |
|             | الأمم المتحدة                             | 25 أكتوبر 1971     | 21 سبتمبر 1976    |
|             | الفريق المعني برصد الأرض                  | ?                  | ?                 |
|             | الاتحاد البريدي العالمي                   | ?                  | ?                 |
|             | البنك الدولي للإنشاء والتعمير             | 27 ديسمبر 1945     | 29 سبتمبر 1980    |
|             | الاتحاد الدولي للاتصالات                  | 1 سبتمبر 1920      | 17 سبتمبر 1999    |
|             | منظمة حظر الأسلحة الكيميائية              | ?                  | 29 أبريل 1997     |
|             | مؤسسة التمويل الدولية                     | 15 يناير 1969      | 11 يونيو 1981     |
|             | المركز الدولي لتسوية المنازعات الاستشارية | 6 فبراير 1993      | 19 أبريل 1978     |
|             | منظمة الشرطة الجنائية الدولية             | ?                  | 1 سبتمبر 1977     |
|             | البنك الإفريقي للتنمية                    | ?                  | ?                 |

## وصلات خارجية
- موقع وزارة الخارجية الصينية
- موقع وزارة الخارجية السيشلية